# چارلز دبلیو. جونز
چارلز دبلیو. جونز (به انگلیسی: Charles W. Jones) سناتور سابق عضو حزب دموکرات ایالات متحده آمریکا بود. وی در سال ۱۸۷۵ تا ۱۸۸۷ میلادی سناتور ایالت فلوریدا در سنای ایالات متحده آمریکا بود.